# Cypra subnudata
Cypra subnudata là một loài bướm đêm trong họ Geometridae.